# Panchlora viridis
Panchlora viridis es una especie de cucaracha del género Panchlora, familia Blaberidae. Fue descrita científicamente por Fabricius en 1775.

## Distribución
Habita en Cuba, Haití e Islas Vírgenes.